# 로드 FC 대회 목록

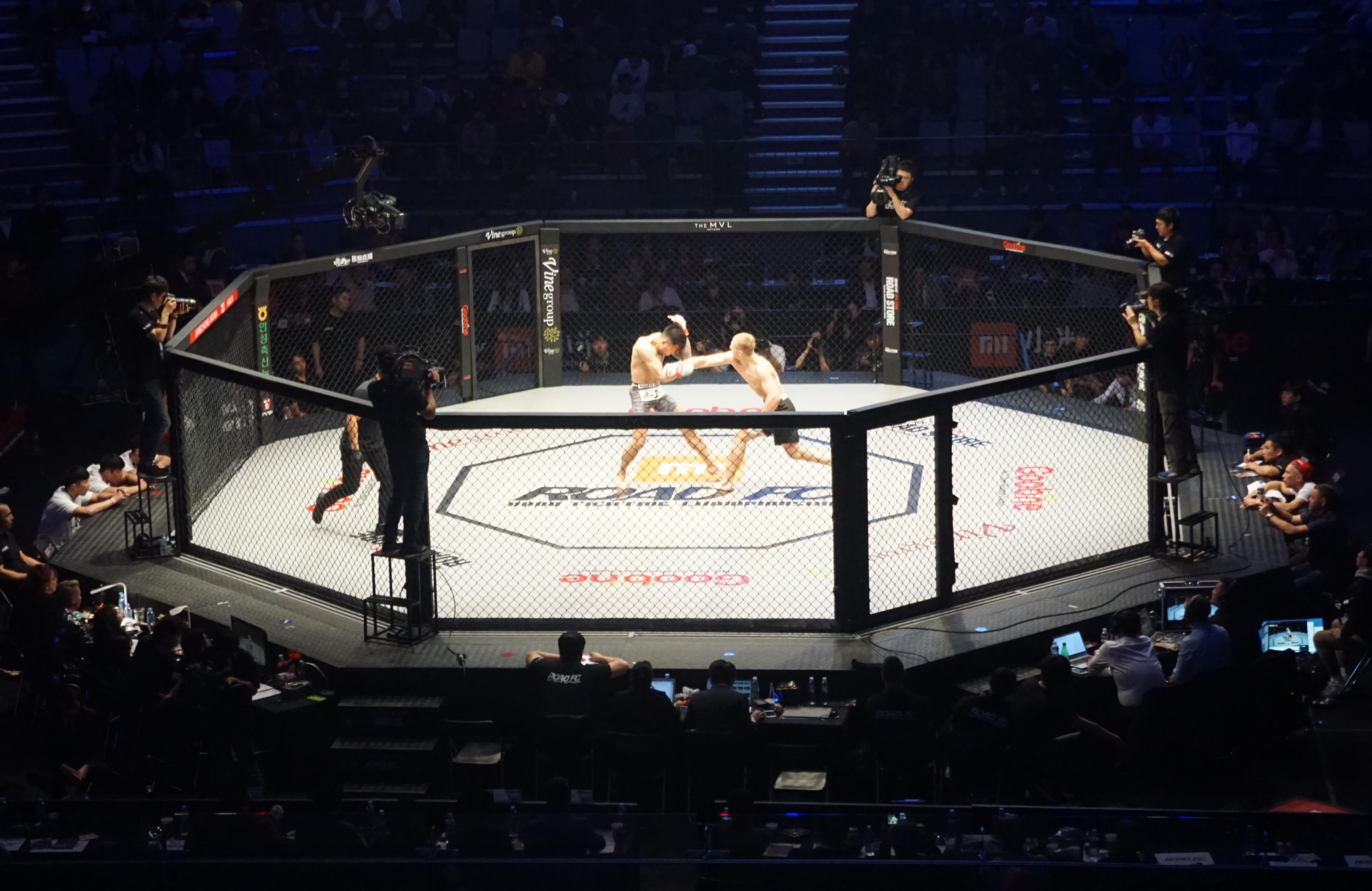
로드 FC의 모든 대회는 팔각의 케이지 안에서 선수들이 경쟁하는 것을 볼 수 있다.

로드 FC 대회 목록은 대한민국의 종합격투기 단체 로드 FC가 현재까지 개최한 모든 대회의 이력을 나타낸 목록이다. 2010년 10월 23일 서울 섬유센터 이벤트 홀에서 첫 대회 로드 FC 001이 개최되었다.

## 개요
- "넘버시리즈(넘버링 대회): 단체명 로드 FC 뒤에 번호가 붙는 최상위 등급 대회로 정규 대회이다. "메인카드"와 사실상 프릴리미너리 카드로 볼 수 있는 "영건스" 시리즈로 나뉘어 치러진다. “영건스” 시리즈는 또 다른 대회로 분류되고 있지만, 프릴리미너리 카드로서 치러지고 있으며, 셔독, 태폴로지 등 종합격투기 대회 기록 사이트에도 대회 기록이 프릴리미너리 카드로서 정규 대회의 경기 기록에 포함되어 올라간다.
- "아프리카TV 로드 챔피언십(ARC: Afreeca ROAD Championship)" 대회: 2020년에 아프리카TV와 합작하여 론칭한 새로운 형태의 종합격투기 대회이다, 이 대회는 넘버시리즈보다 한단계 낮은 준정규 대회로 볼 수 있으며 매달 개최를 표방하고 있다. 개최 장소는 잠실동에 위치한 아프리카TV 소유의 핫식스 아프리카 콜로세움이다.

- "로드 FC XX(더블엑스)" 대회: 2017년에 론칭된 여자부 리그 대회로 넘버시리즈의 메인카드에서 치러지고 있다. 년 2회 대회 이상 개최하는 것을 표방했으나, 첫 해 대회에서만 2회 개최했을 뿐, 현재는 년 1회 개최하고 있으며, 개최하지 않는 경우도 있다.
- "로드 FC 코리아" 대회: 2014년에 설립된 대회로 넘버시리즈 아래에 위치하는 등급의 준정규 대회이다. 설립된 해에 세 차례 개최되었지만, 이후로는 개최되고 있지 있다.

## 예정 대회
| 대회명                    | 메인이벤트        | 개최일자         | 경기장                   | 개최도시      |
| ------------------------- | ----------------- | ---------------- | ------------------------ | ------------- |
| Road FC 060               | TBA vs. TBA       | 2021년 12월      | TBA                      | 서울특별시    |
| ARC 006                   | TBA vs. TBA       | 2021년 10월 30일 | 핫식스 아프리카 콜로세움 | 서울특별시    |
| Road FC 059: KIm vs. Park | 김수철 vs. 박해진 | 2021년 9월 4일   | 원주종합체육관           | 강원도 원주시 |

## 지난 대회
| #  | 대회명                                      | 메인이벤트                        | 개최일자         | 경기장                      | 개최도시        |
| -- | ------------------------------------------- | --------------------------------- | ---------------- | --------------------------- | --------------- |
| 66 | Road FC 058: Hwang vs. Oh                   | 황인수 vs. 오일학                 | 2021년 7월 3일   | 진남체육관                  | 경상남도 창원시 |
| 65 | ARC 005: Lee vs. Jo                         | 이정현 vs. 조민수                 | 2021년 6월 12일  | 핫식스 아프리카 콜로세움    | 서울특별시      |
| 64 | ARC 004: Oh vs. Park                        | 오일학 vs. 박정교                 | 2021년 3월 27일  | 핫식스 아프리카 콜로세움    | 서울특별시      |
| 63 | ARC 003: Kim vs. Oh                         | 김은수 vs. 오일학                 | 2020년 10월 17일 | 핫식스 아프리카 콜로세움    | 서울특별시      |
| 62 | ARC 002: Munguntsooj vs. Kim                | 난딘에르덴 vs. 김세영             | 2020년 7월 18일  | 핫식스 아프리카 콜로세움    | 서울특별시      |
| 61 | ARC 001: Heo vs. Bae                        | 허재혁 vs. 배동현                 | 2020년 5월 23일  | 핫식스 아프리카 콜로세움    | 서울특별시      |
| 60 | Road FC 057 XX: Park vs. Shim               | 박정은 vs. 심유리                 | 2019년 12월 14일 | 그랜드힐튼서울 컨벤션센터   | 서울특별시      |
| 59 | Road FC 056: Kwon vs. Zavurov               | 권아솔 vs. 샤밀 쟈브로프          | 2019년 11월 9일  | 여수체육관                  | 전라남도 여수시 |
| 58 | Road FC 055: Lee vs. Park                   | 이정영 vs. 박해진                 | 2019년 9월 8일   | 대구 체육관                 | 대구광역시      |
| 57 | Road FC 054: La vs. Yang                    | 라인재 vs. 양해준                 | 2019년 6월 15일  | 원주종합체육관              | 강원도 원주시   |
| 56 | Road FC 053: Kwon vs. Barnaoui              | 권아솔 vs. 만수르 바르나위        | 2019년 5월 18일  | 한라체육관                  | 제주도          |
| 55 | Road FC 052: Zavurov vs. Barnaoui           | 샤밀 자브로프 vs. 만수르 바르나위 | 2019년 2월 23일  | 장충체육관                  | 서울특별시      |
| 54 | Road FC 051 XX: Ham vs. Park                | 함서희 vs. 박정은                 | 2018년 12월 15일 | 그랜드힐튼서울 컨벤션센터   | 서울특별시      |
| 53 | Road FC 050: Choi vs. Lee                   | 최무겸 vs. 이정영                 | 2018년 11월 3일  | 충무체육관                  | 대전광역시      |
| 52 | Road FC 049: Lee vs. Mizuno                 | 이은수 vs. 미즈노 타츠야          | 2018년 8월 18일  | 그랜드워커힐서울            | 서울특별시      |
| 51 | Road FC 048: Choi vs. La                    | 최영 vs. 라인재                   | 2018년 7월 28일  | 원주종합체육관              | 강원도 원주시   |
| 50 | Road FC 047: Aorigele vs. Kim               | 아오르꺼러 vs. 김재훈             | 2018년 5월 12일  | 캐딜락 아레나               | 베이징          |
| 49 | Road FC 046: Lee vs. Kim                    | 이정영 vs. 김세영                 | 2018년 3월 10일  | 장충체육관                  | 서울특별시      |
| 48 | Road FC 045 XX: Ham vs. Yu Frey             | 함서희 vs. 진 유 프레이           | 2017년 12월 23일 | 그랜드힐튼서울 컨벤션센터   | 서울특별시      |
| 47 | Road FC 044: Aorigele vs. Fujita            | 아오르꺼러 vs. 후지타 가즈유키    | 2017년 11월 11일 | 허베이 체육관               | 스자좡          |
| 46 | Road FC 043: Choi vs. Kim                   | 최영 vs. 김훈                     | 2017년 10월 28일 | 장충체육관                  | 서울특별시      |
| 45 | Road FC 042 x Chungju Martial Arts Festival | 아오르꺼러 vs. 마스다 유스케      | 2017년 9월 23일  | 충주세계무술공원            | 충청북도 충주시 |
| 44 | Road FC 041: Myung vs. Barnett              | 명현만 vs. 크리스 바넷            | 2017년 8월 12일  | 원주종합체육관              | 강원도 원주시   |
| 43 | Road FC 040: Siliga vs. Kang                | 마이티 모 vs. 강동국              | 2017년 7월 15일  | 장충체육관                  | 서울특별시      |
| 42 | Road FC 039: Ham vs. Kurobe                 | 함서희 vs. 구로베 미나            | 2017년 6월 10일  | 장충체육관                  | 서울특별시      |
| 41 | Road FC 038: Kim vs. Kim                    | 김수철 vs. 김민우                 | 2017년 4월 15일  | 장충체육관                  | 서울특별시      |
| 40 | Road FC 037 XX: Kang vs. Emiko              | 강진희 vs. 라이카 에미코          | 2017년 3월 11일  | 그랜드힐튼서울 컨벤션센터   | 서울특별시      |
| 39 | Road FC 036: Fukuda vs. Kim                 | 후쿠다 리키 vs. 김내철            | 2017년 2월 11일  | 장충체육관                  | 서울특별시      |
| 38 | Road FC 035: Kwon vs. Sasaki                | 권아솔 vs. 사사키 신지            | 2016년 12월 10일 | 장충체육관                  | 서울특별시      |
| 37 | Road FC 034: Choi vs. Kazgan                | 최무겸 vs. 무랏 카잔              | 2016년 11월 19일 | 허베이 체육관               | 스자좡          |
| 36 | Road FC 033: Choi vs. Siliga                | 최홍만 vs. 마이티 모              | 2016년 9월 24일  | 장충체육관                  | 서울특별시      |
| 35 | Road FC 032: Aorigele vs. Sapp              | 아오르꺼러 vs. 밥 샙              | 2016년 7월 2일   | 후난 국제 전시센터          | 창사            |
| 34 | Road FC 031: Lee vs. Roop                   | 이윤준 vs. 조지 루프              | 2016년 5월 14일  | 장충체육관                  | 서울특별시      |
| 33 | Road FC 030: in China                       | 아오르꺼러 vs. 최홍만             | 2016년 4월 16일  | 베이징 노동자 체육관        | 베이징          |
| 32 | Road FC 029: Choi vs. Sandro                | 최무겸 vs. 말론 산드로            | 2016년 3월 12일  | 원주치악체육관              | 강원도 원주시   |
| 31 | Road FC 028: Fukuda vs. Cha                 | 후쿠다 리키 vs. 차정환            | 2016년 1월 31일  | 장충체육관                  | 서울특별시      |
| 30 | Road FC 027: in China                       | 최홍만 vs. 루오췐차오             | 2015년 12월 26일 | 상하이 오리엔탈 스포츠 센터 | 상하이          |
| 29 | Road FC 026: Jo vs. Song II                 | 조남진 vs. 송민종                 | 2015년 10월 9일  | 장충체육관                  | 서울특별시      |
| 28 | Road FC 025: Choi vs. Lee                   | 최무겸 vs. 이윤준                 | 2015년 8월 22일  | 원주치악체육관              | 강원도 원주시   |
| 27 | Road FC 024: in Japan                       | 후쿠다 리키 vs. 전어진            | 2015년 7월 25일  | 아리아케 콜리세움           | 도쿄            |
| 26 | Road FC 023: Lee vs. Moon                   | 이윤준 vs. 문제훈                 | 2015년 5월 2일   | 장충체육관                  | 서울특별시      |
| 25 | Road FC 022: Kwon vs. Lee                   | 권아솔 vs. 이광희                 | 2015년 3월 21일  | 장충체육관                  | 서울특별시      |
| 24 | Road FC 021: Choi vs.; Seo                  | 최무겸 vs. 서두원                 | 2015년 2월 1일   | 장충체육관                  | 서울특별시      |
| 23 | Road FC 020: Lee vs. Lee                    | 이길우 vs. 이윤준                 | 2014년 12월 14일 | 올림픽공원 올림픽홀         | 서울특별시      |
| 22 | Road FC 019: Fukuda vs. Lee                 | 후쿠다 리키 vs. 이둘희            | 2014년 11월 9일  | 올림픽공원 올림픽홀         | 서울특별시      |
| 21 | Road FC 018: Kim vs. Ramos                  | 김훈 vs. 루이스 라모스            | 2014년 8월 30일  | 그랜드힐튼서울 컨벤션센터   | 서울특별시      |
| 20 | Road FC 017: Kwon vs. Kume                  | 권아솔 vs. 구메 다카스케          | 2014년 8월 17일  | 올림픽공원 올림픽홀         | 서울특별시      |
| 19 | Road FC 016: Jo vs. Song                    | 송민종 vs. 조남진                 | 2014년 7월 27일  | 구미실내체육관              | 경상북도 구미시 |
| 18 | Road FC 015: Seo vs. Hansen                 | 서두원 vs. 요아킴 한센            | 2014년 5월 31일  | 원주치악체육관              | 강원도 원주시   |
| 17 | Road FC Korea 003: Korea vs. Brazil         | 권아솔 vs. 지오바니 디니즈        | 2014년 4월 6일   | 더케이호텔서울 그랜드볼륨홀 | 서울특별시      |
| 16 | Road FC Korea 002: Korea vs. Japan          | 이윤준 vs. 데라시마 고스케        | 2014년 3월 9일   | 그랜드힐튼서울 컨벤션센터   | 서울특별시      |
| 15 | Road FC 014: Choi vs. Kwon                  | 최무겸 vs. 권배용                 | 2014년 2월 9일   | 올림픽공원 올림픽홀         | 서울특별시      |
| 14 | Road FC Korea 001: Fukuda vs. Kim           | 후쿠다 리키 vs. 김희승            | 2014년 1월 18일  | 그랜드힐튼서울 컨벤션센터   | 서울특별시      |
| 13 | Road FC 013: Nam vs. Kume II                | 남의철 vs. 구메 다카스케          | 2013년 10월 12일 | 구미실내체육관              | 경상북도 구미시 |
| 12 | Road FC 012: Lee vs. Song                   | 이길우 vs. 송민종                 | 2013년 6월 22일  | 원주치악체육관              | 강원도 원주시   |
| 11 | Road FC 011: Nam vs. Kume                   | 남의철 vs. 구메 다카스케          | 2013년 4월 13일  | 올림픽공원 올림픽홀         | 서울특별시      |
| 10 | Road FC 010: Oyama vs. Lee                  | 오야마 슌고 vs. 이은수            | 2012년 11월 24일 | 벡스코 오디토리움           | 부산광역시      |
| 9  | Road FC 009: Beat Down                      | 멜빈 맨호프 vs. 김재영            | 2012년 9월 15일  | 원주치악체육관              | 강원도 원주시   |
| 8  | Road FC 008: Final 4 Bitter Rivals          | 강경호 vs. 앤드류 레온            | 2012년 6월 16일  | 원주치악체육관              | 강원도 원주시   |
| 7  | Road FC 007: Recharged                      | 강경호 vs. 사토 쇼코              | 2012년 3월 24일  | 장충체육관                  | 서울특별시      |
| 6  | Road FC 006: Final 4                        | 오야마 슌고 vs. 손혜석            | 2012년 2월 5일   | 장충체육관                  | 서울특별시      |
| 5  | Road FC 005: Night of Champions             | 오야마 슌고 vs. 데니스 강         | 2011년 12월 3일  | 장충체육관                  | 서울특별시      |
| 4  | Road FC 004: Young Guns                     | 김재영 vs. 이은수                 | 2011년 10월 3일  | 그랜드힐튼서울 컨벤션센터   | 서울특별시      |
| 3  | Road FC 003: Explosion                      | 위승배 vs. 데니스 강              | 2011년 7월 24일  | 그랜드힐튼서울 컨벤션센터   | 서울특별시      |
| 2  | Road FC 002: Alive                          | 데니스 강 vs. 이은수              | 2011년 4월 16일  | 그랜드힐튼서울 컨벤션센터   | 서울특별시      |
| 1  | Road FC 001: The Resurrection of Champions  | 남의철 vs. 오카자와 코우타        | 2010년 10월 23일 | 섬유센터 이벤트홀           | 서울특별시      |

## 같이 보기
- 로드 FC 챔피언 목록
- 현 로드 FC 선수 목록
- 로드 FC 기록 목록
- 로드 FC 어워즈